# Trachylepis cristinae
Trachylepis cristinae (абдалькурійський сцинк) — вид сцинкоподібних ящірок родини сцинкових (Scincidae). Ендемік Ємену.

## Поширення і екологія
Абдалькурійські сцинки є ендеміками острова Абд-ель-Курі в архіпелазі Сокотра.